# Konecsny Károly József
Konecsny Károly József, írói név Konecsny Károly (Nagykároly, 1953. március 19. –) földrajz szakos tanár, hidrológus.

## Fő kutatási területei
Vízgyűjtők, lefolyásvizsgálata és vízháztartása; árvízhidrológia; kisvízi lefolyás és vízkészletek hidrológiai statisztikai jellemzői; vízgazdálkodási létesítmények, emberi tényezők, erdőborítottság hatása a vízjárásra; éghajlatváltozás, hatása a vízjárásra és a vízkészletekre.

## Életútja
Középiskolát szülővárosában végzett (1972). Két évig az aradi Hidrológiai Technikumban tanult, a Babeș–Bolyai Tudományegyetemen szerzett földrajz szakos diplomát (1979). Tanított Medgyesen; a Maros-Bánság Vízügyi Igazgatóság alkalmazottja Marosvásárhelyen, majd 1980-tól Medgyesen, 1985-től Segesváron vezető hidrológusi beosztásban dolgozott. Az 1990-es évek elején áttelepült Magyarországra, itteni munkaállomásai: Nyíregyházi Felső-Tisza-vidéki Vízügyi Igazgatóság (1993–2004), budapesti VITUKI Vízgazdálkodási és Környezetvédelmi Kutató Intézet (2005–2008), jelenleg az Országos Környezetvédelmi, Természetvédelmi és Vízügyi Felügyelőségen (OKTVF) dolgozik vezető főtanácsosi beosztásban.

## Szakírói munkássága, tudományos tisztségei
Első írása Naptevékenységtől vízjárásig cím alatt a TETT-ben jelent meg (Újvári Józseffel, 1978/3), közölt írásokat A Hét és a Studia hasábjain. Rendszeresen publikál szakmai folyóiratokban: Hidrológiai Közlöny (Budapest), Vízügyi Közlemények (Budapest), Thaiszia (Kassa), Múzeumi füzetek (Kolozsvár), Riscuri si catastrofe (Kolozsvár, Babeș–Bolyai Tudományegyetem), ez utóbbi folyóiratnál szerkesztőbizottsági tag.
PhD fokozatot szerzett a földrajztudományokból a hidrológia szakterületen 1997-ben, disszertációjának témája: Az Erdélyi fennsík és a hozzátartozó hegyvidékek vízháztartása (1997). 2011-ig publikált szakmai tanulmányainak száma: 108; ismeretterjesztő cikkek száma: 95. A Vízgazdálkodástudományi Bizottság tagja.

## Válogatás tudományos közleményeiből
- KONECSNY K. (1995), Scurgerea subterană din Podișul Transilvaniei și din regiunile montane aferente. Studia Universitatis Babeș-Bolyai, Geographia, XL. évf. 1-2 sz. Cluj-Napoca.
- KONECSNY K. (1999), Az Erdélyi fennsík és a hozzátartozó hegyvidék vízháztartása. Vízügyi Közlemények LXXXI. évf. 1. füzet. Budapest. pp. 86–120.
- Illés L.-KONECSNY K. (2000), Az erdő hidrológiai hatása az árvizek kialakulására a Felső-Tisza vízgyűjtőben. Vízügyi Közlemények LXXXII. évf. 2. füzet. Budapest. pp. 167–198.
- KONECSNY K. (2004), A 2003. évi nyári aszály kialakulásának időjárási és hidrológiai okai és vízjárási következményei a Felső-Tisza-vidéken. Vízügyi Közlemények LXXXVI. évf. 2004. évi 1-2. füzet
- KONECSNY K. (2006), A hóviszonyok jellemzői és vízjárás befolyásoló hatása a Felső-Tiszán. Hidrológiai Közlöny 86. évf. 1. szám január-február.
- KONECSNY K. (2006), A Nagy-Küküllőn és mellékvízfolyásain 2005. augusztusban levonult árvizek. Hidrológiai Közlöny 86. évf. 2. szám március-április. pp. 13–32.
- KONECSNY K. (2006), Experience from operation of the joint Hungarian-Ukrainian hydrological telemetry system of the Upper Tisza. Transboundary Floods: Reducing Risks Through Flood Management. Edited by J. Marsalek et al. NATO Sciences Series. IV. Earth and Environmental Sciences-Vol. 72. ©Springer. Printed in the Netherlands - Dordrecht.
- KONECSNY, K. (2009), Hydrological characteristics and water management in the Bodrogköz region. Thaiszia - Journal of Botany. Volume 19. No 1. Suppl. 1. Pavol Jozef University in Košice.
- KONECSNY K. (2010), A kisvizek főbb hidrológiai statisztikai jellemzői a Maros folyó alsó szakaszán. Hidrológiai Közlöny 90. évf. 1. szám. január-február
- KONECSNY K.–Bálint G. (2010), Low water related hydrological hazards along the lower Somes/Szamos river. Volumul Riscuri și catastrofe. Universitatea „Babeș-Bolyai”. Facultatea de Geografie. Laboratorul de riscuri și hazarde. An IX. Vol. 8., Nr. 2/2010. Casa Cărții de Știință. Cluj-Napoca.

## Társasági tagság
- A Magyar Hidrológiai Társaságban Felügyelő Bizottsági tag és a Hidraulikai és Műszaki Hidrológiai Szakosztály titkára.

## Képek Konecsny Károly munkaállomásairól (válogatás)

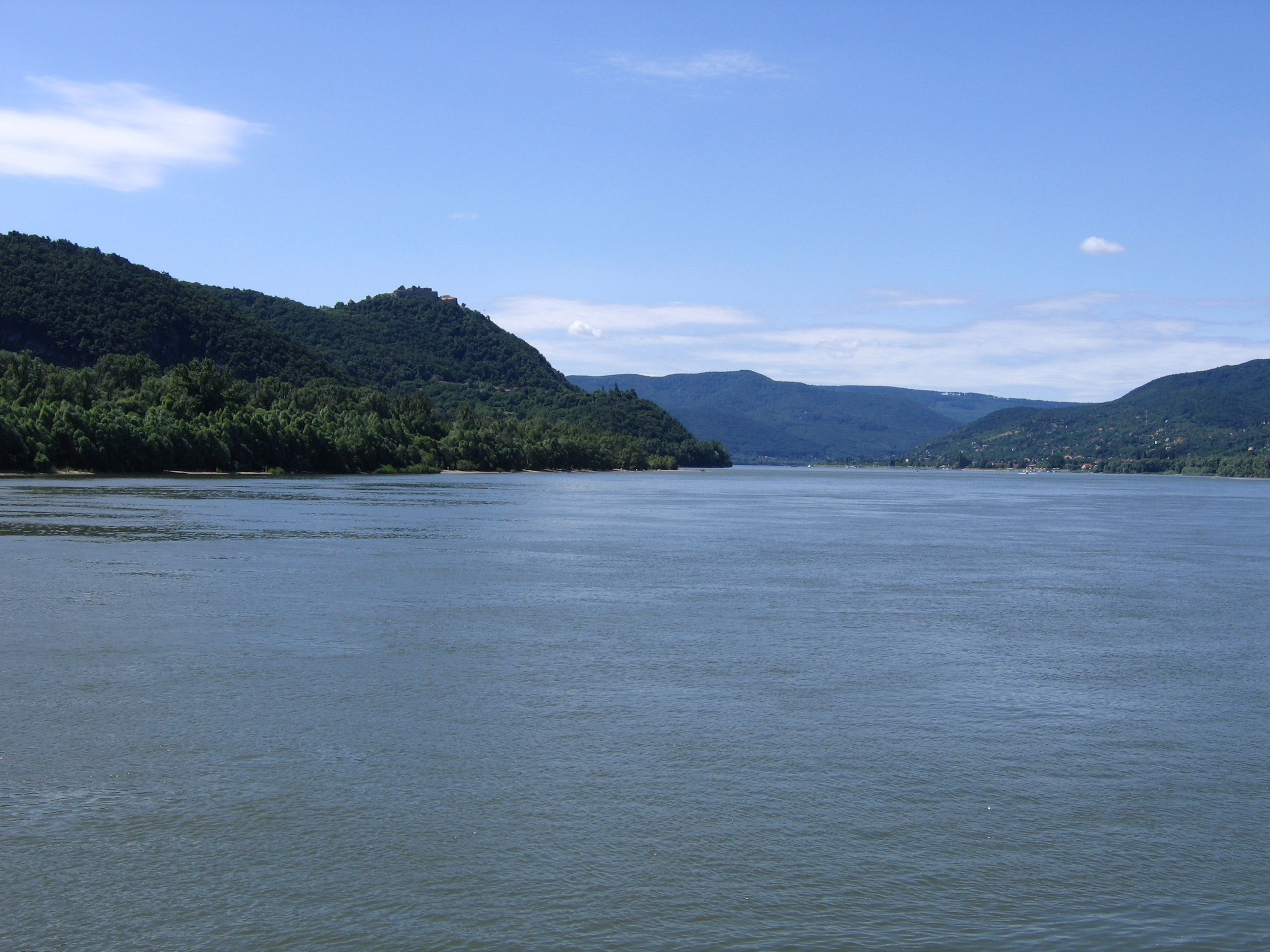
Duna-kanyar
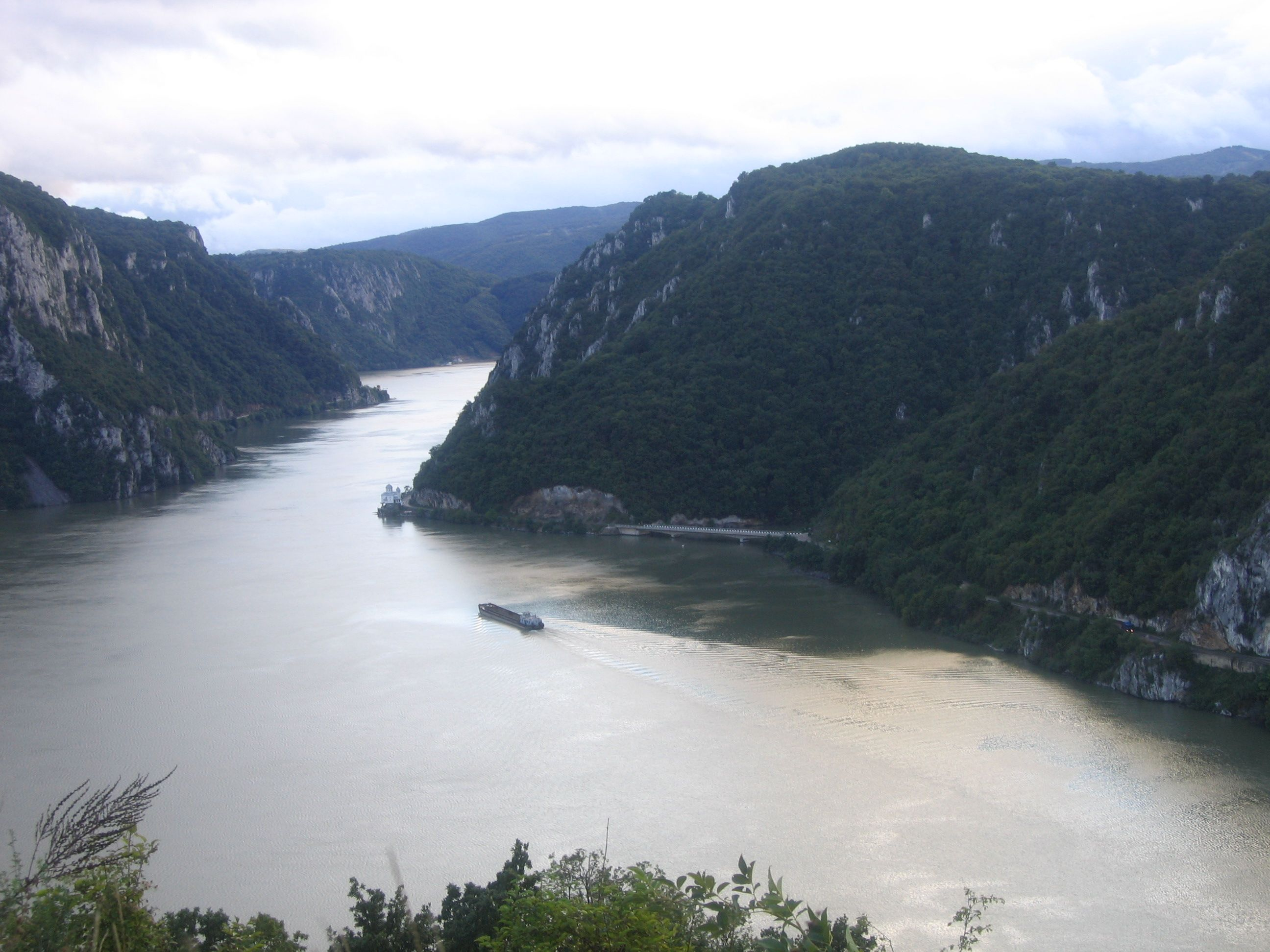
Alduna a Vaskapunál
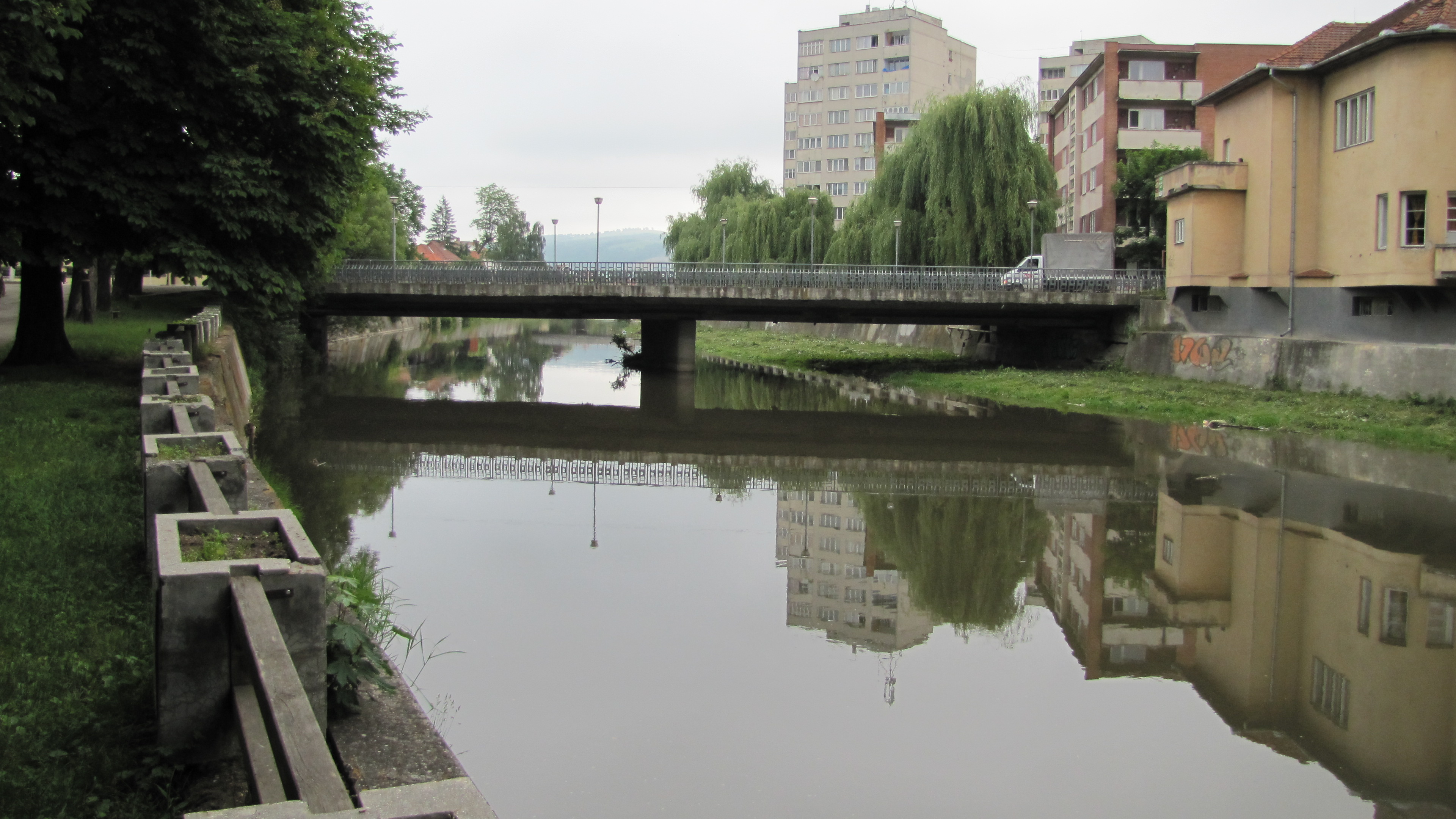
Nagyküküllő Székelyudvarhelynél
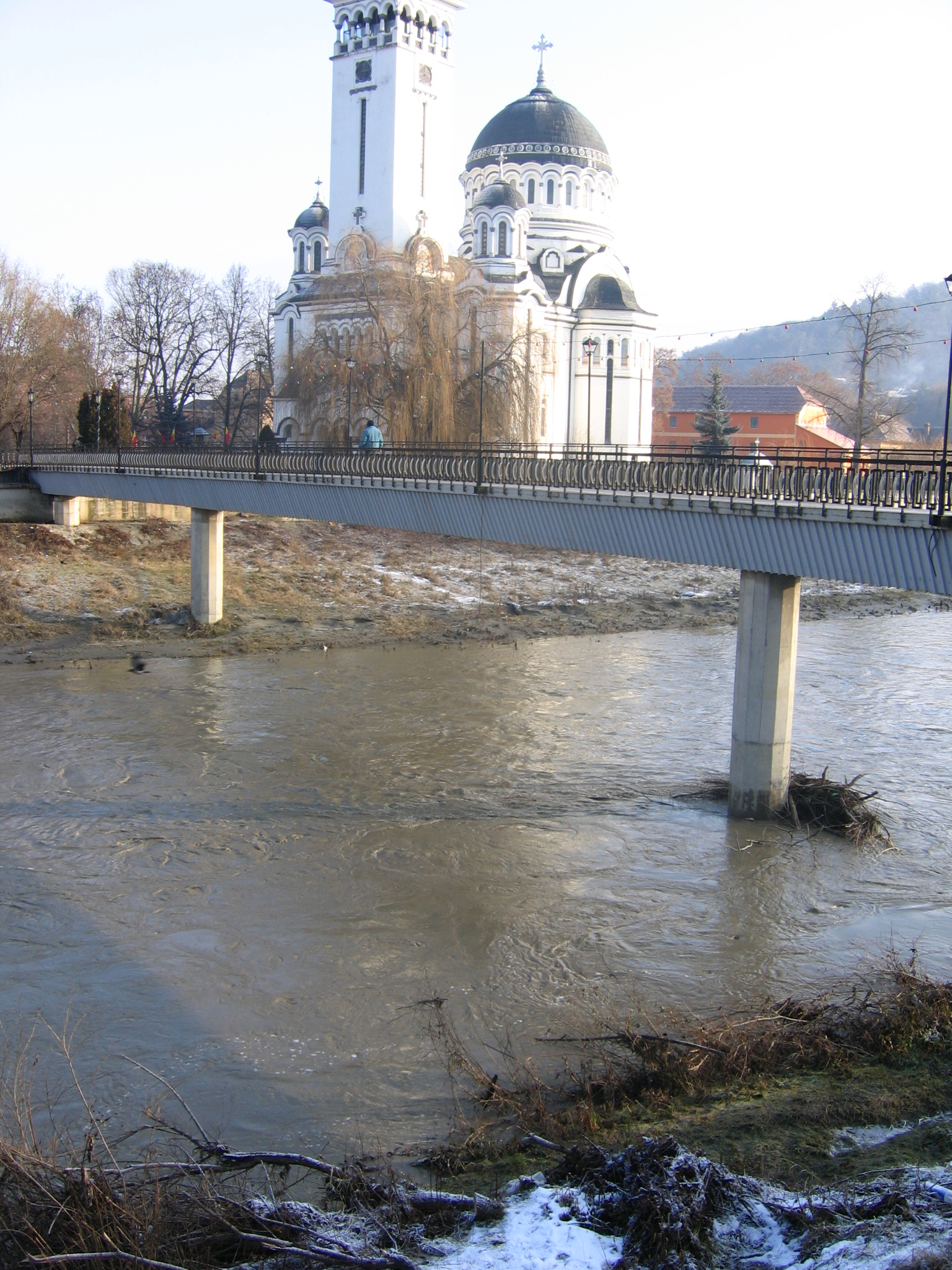
Nagyküküllő Segesvárnál
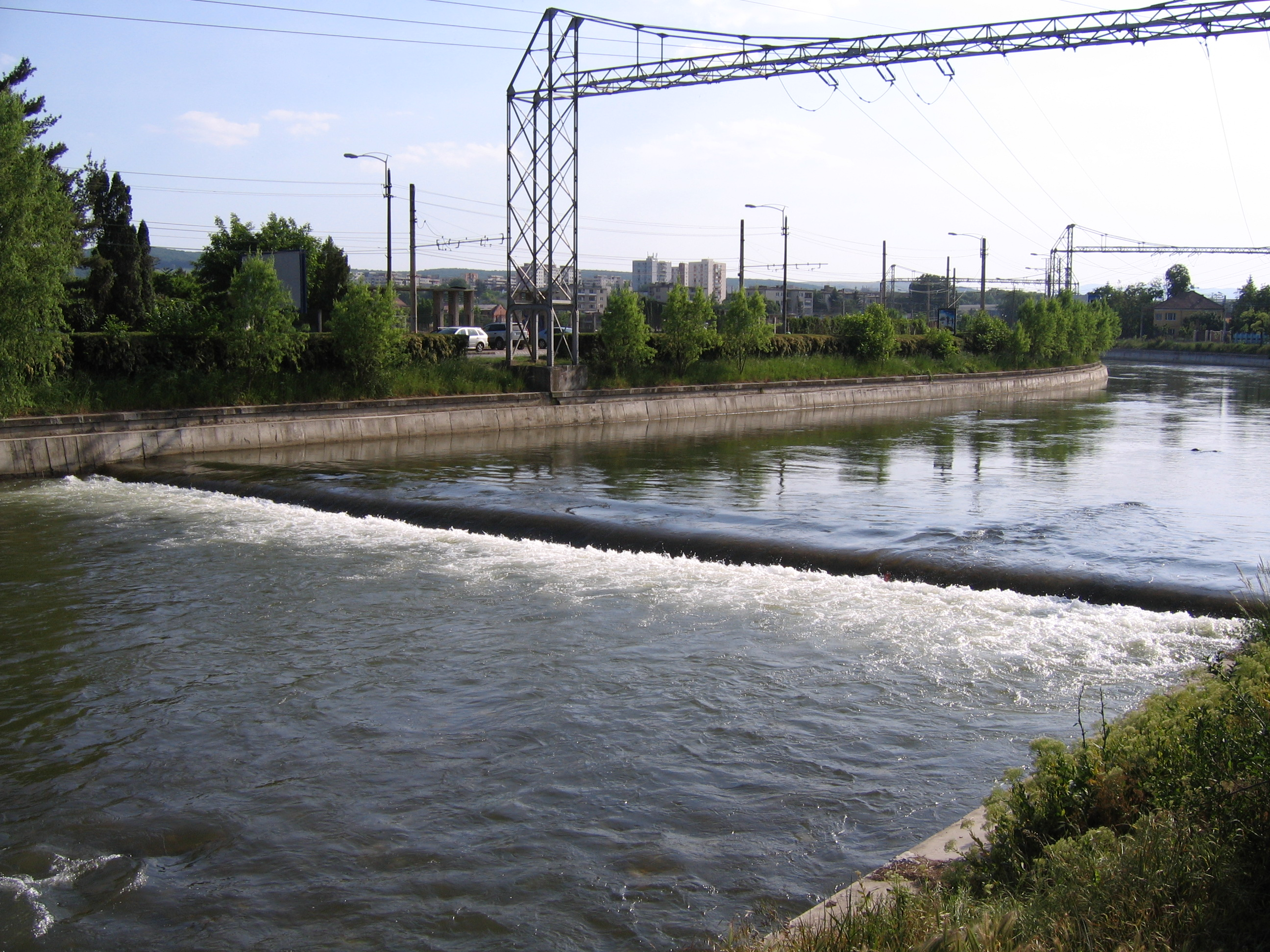
A Kis Szamos Kolozsvárnál
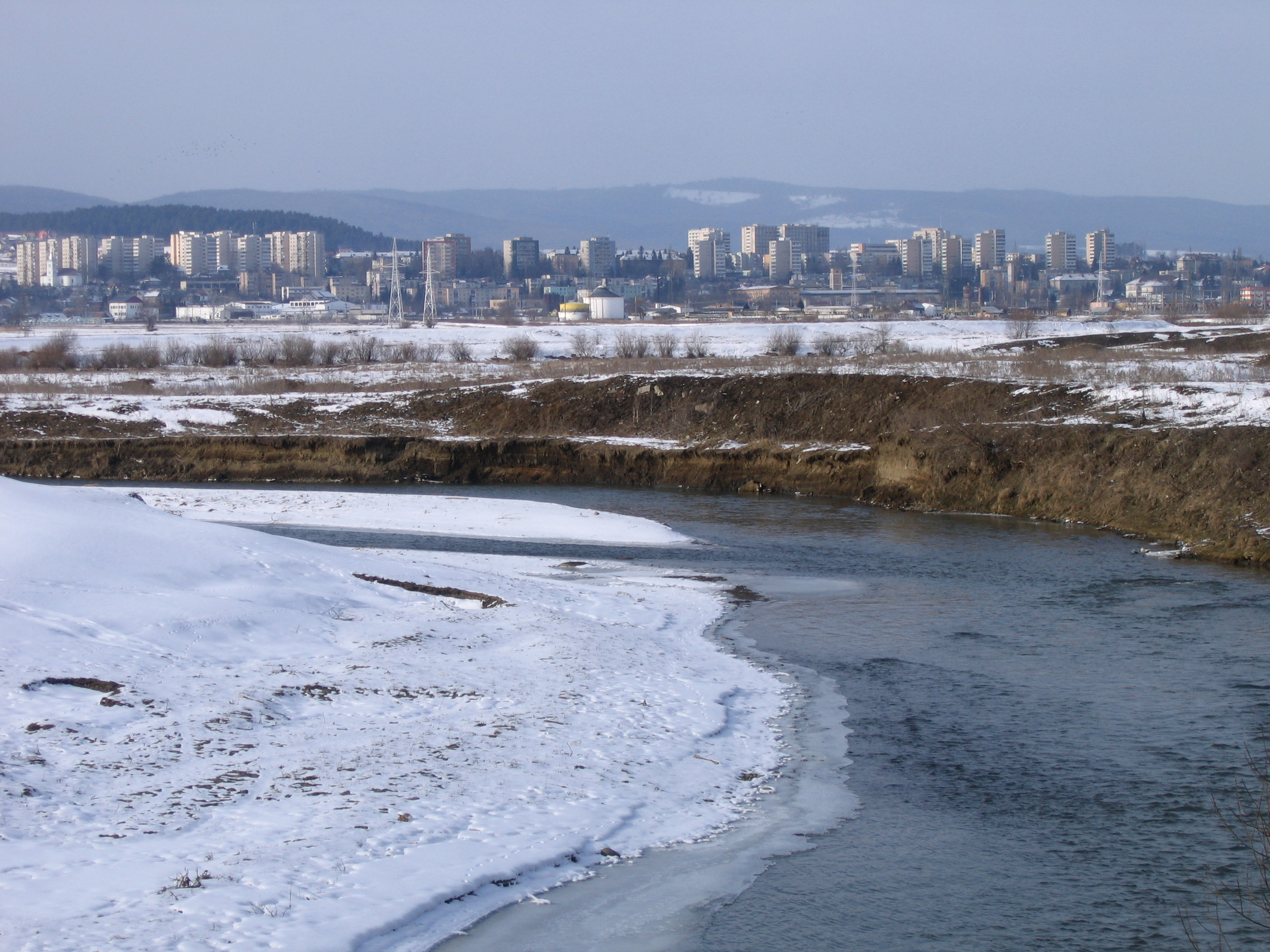
Az Olt Sepsiszentgyörgynél
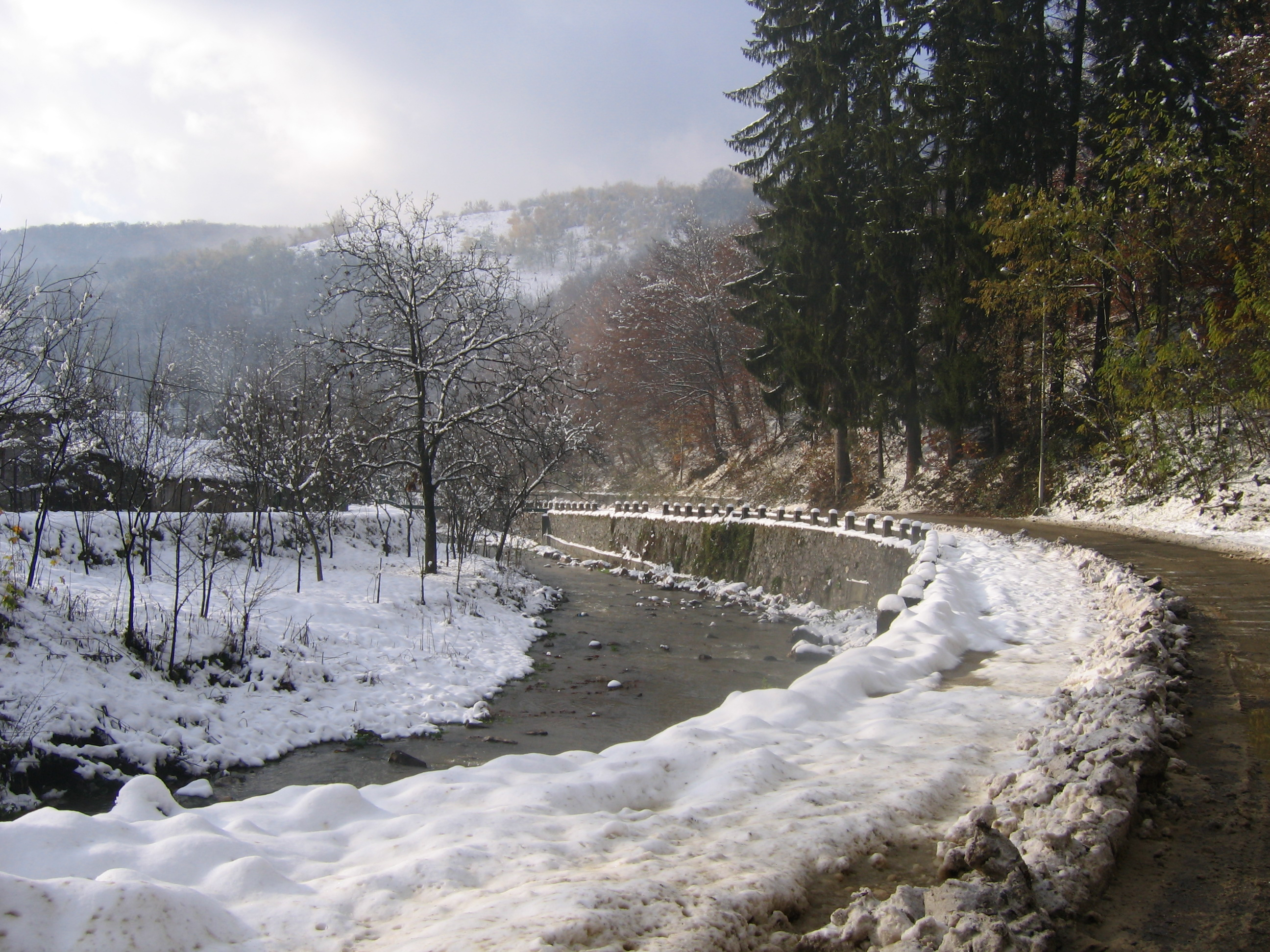
Körös-vidék, Menyháza
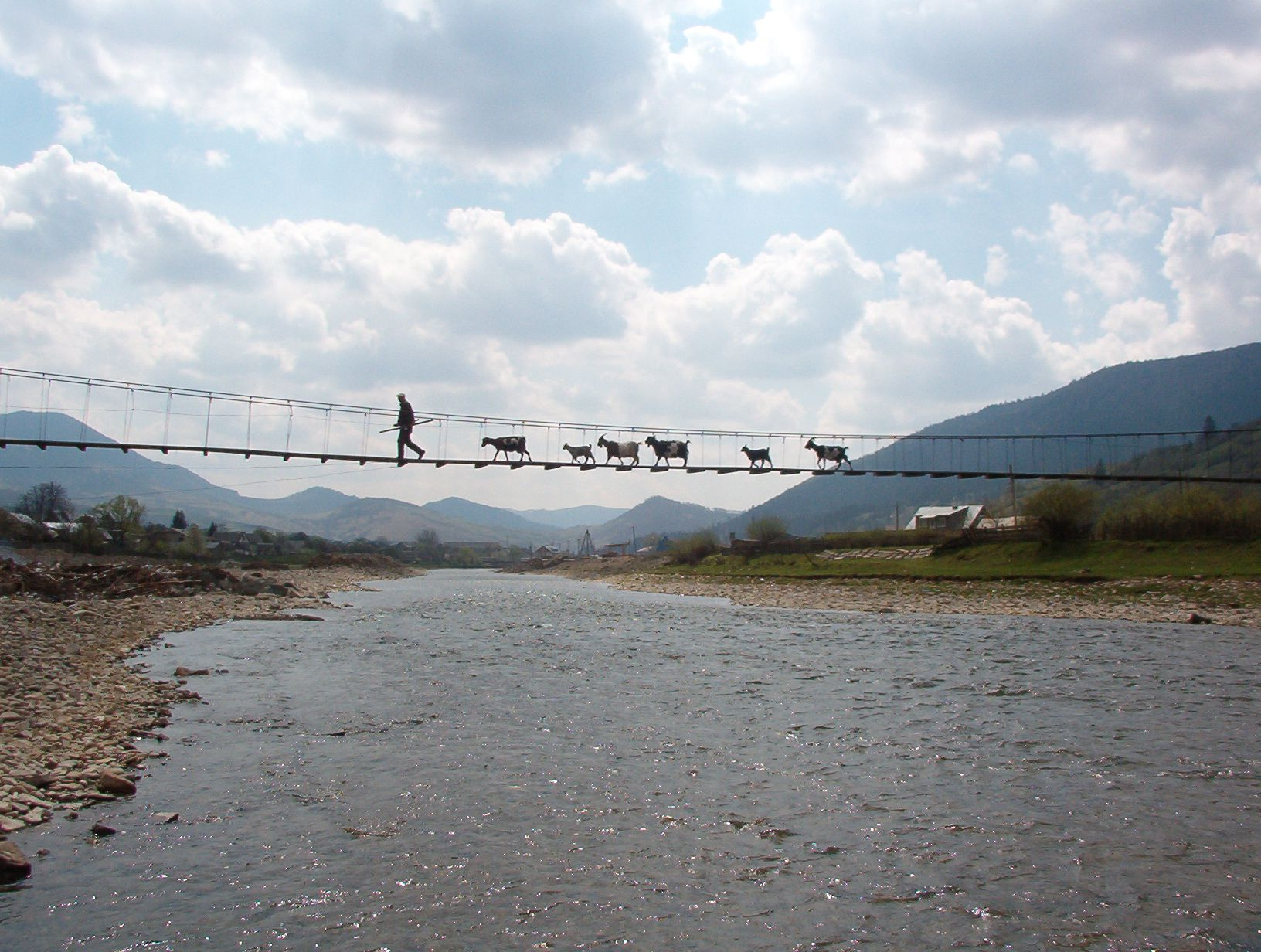
Kárpátalja, Ökörmező, kecskepásztor kecskékkel
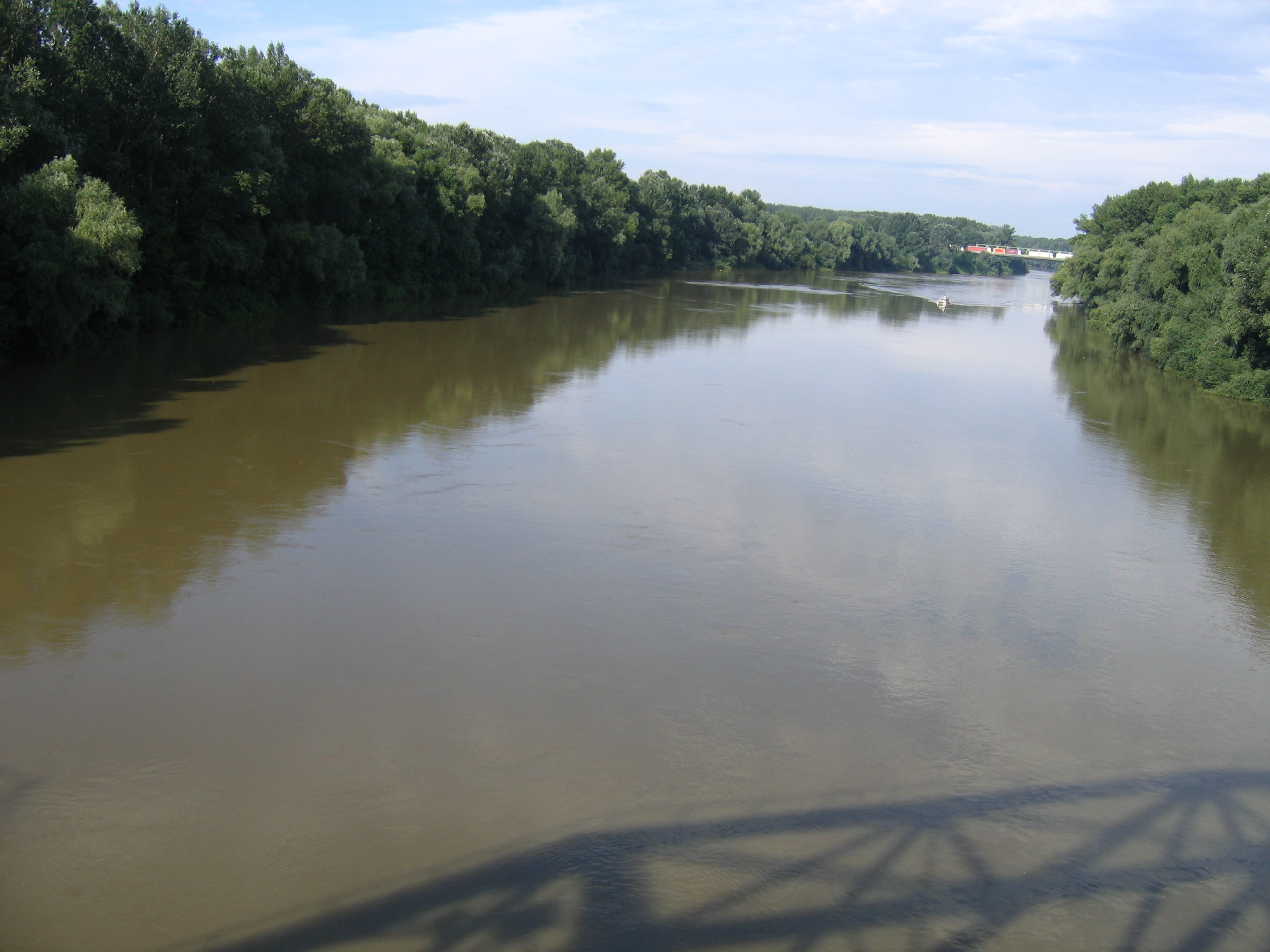
Tisza folyó Záhonynál
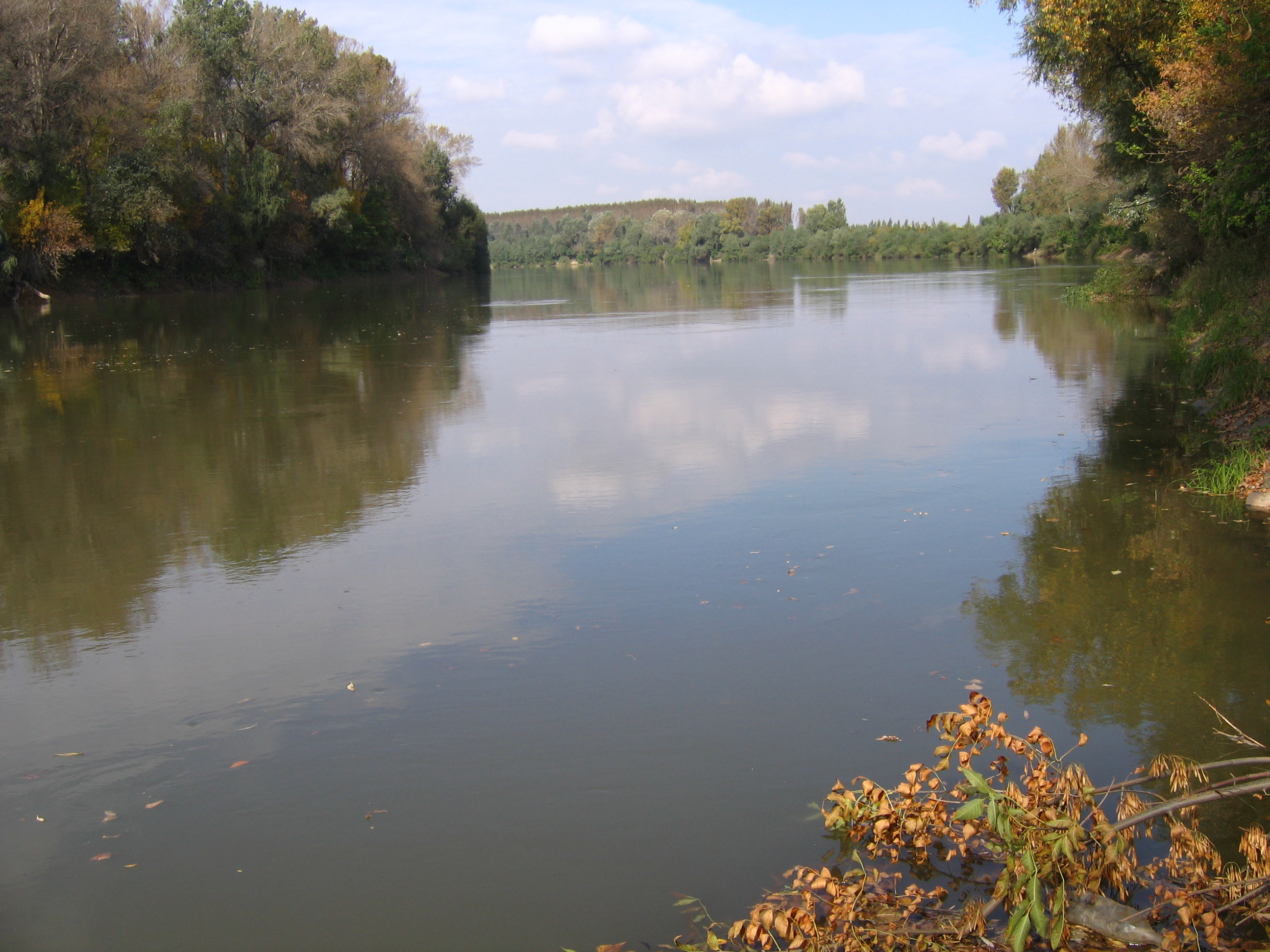
Közép Tisza

## Díjak, elismerések (válogatás)
- Kabay János Díj - Műszaki és Természettudományi Egyesületek Szövetsége (MTESZ) Szabolcs-Szatmár-Bereg Megyei Szervezet (2001);
- Vitális Sándor Szakirodalmi Nívódíj - Magyar Hidrológiai Társaság (MHT) (2002);
- Miniszteri elismerő oklevél a hidrometeorológia területén végzett kiemelkedő munkáért - KvVM (2004);
- Pro Aqua-díj - MHT (2005);
- Bronz érdemérem a vizek kártételei elleni védekezésért - Környezetvédelmi és Vízügyi Minisztérium (KvVM) (2006);
- Sajó Elemér Emlékplakett - KvVM (2010).

## Külső hivatkozások
- Lóki J. - Szabó J. - Konecsny Károly - Szabó G - Szabó Sz.: Az erdősültség és az árhullámok kapcsolata a Felső-Tisza vidékén, 2002 Archiválva 2016. március 5-i dátummal a Wayback Machine-ben
- Dr. Konecsny Károly: Az éghajlatváltozás kimutatható jelei a Felső-Tisza mentén éghajlati és hidrológiai idősorokban, 2003
- Dr. Konecsny Károly (VITUKI Kht.): A Fehér-Kőrös vízgyűjtő felszíni vízkészleteinek hasznosítási lehetőségei, 2008
- Dr. Konecsny Károly: Ezt tudtuk 2010-ben vizeinkről, különös tekintettel a Tisza-völgyre Archiválva 2016. március 5-i dátummal a Wayback Machine-ben
- Életrajza, munkássága a Magyar Hidrológiai Társaság honlapján